# Dinis Melo e Castro
Diniz de Melo de Castro, ou Dinis de Melo de Castro, ou Diniz de Melo e Castro, ou Dinis de Melo e Castro (8 de Março de 1624 – Lisboa, 18 de Janeiro de 1709) 1.º conde das Galveias (1691), foi um militar e político português.

## Biografia
Foi governador das armas do Alentejo por duas vezes em 1662, voltando a sê-lo em 1667.
D. Pedro II agraciou-o com o título de conde das Galveias, a 10 de Novembro de 1691, e nomeou-o conselheiro de Estado e de Guerra. Em 1705 era governador das armas do Alentejo e comandou o exército que tomou, em Espanha, a praça de Valência de Alcântara e rendeu a de Albuquerque.

Foi também comendador, entre outras, de Santa Marta de Lordelo e de Santa Maria de Torredeira.

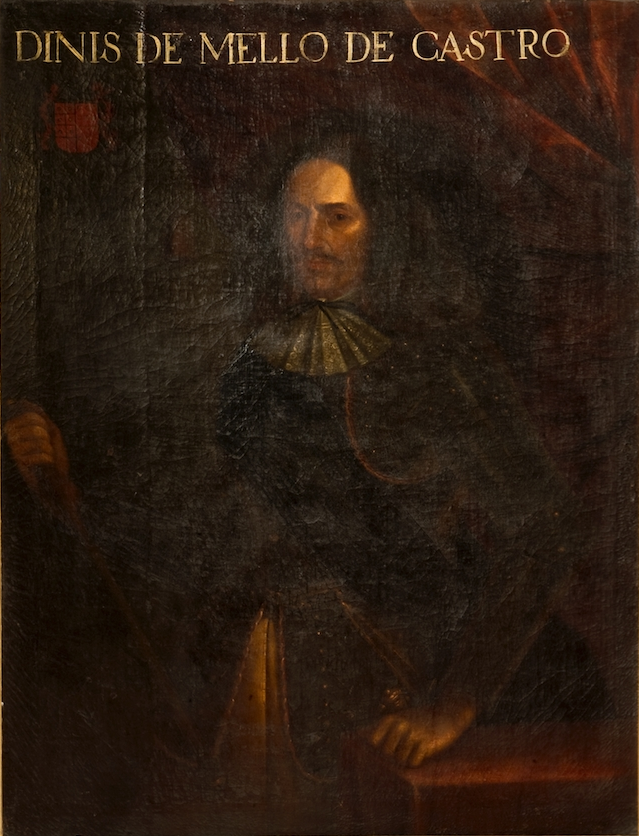
Diniz de Melo de Castro

Distinguiu-se na cavalaria desde muito cedo, e embora tenha passado brevemente pela infantaria (quando foi promovido a mestre de campo), regressou à cavalaria como tenente-general no início da fase de maior actividade bélica no Alentejo, nos finais da década de 1650. Dotado de grande bravura pessoal, granjeou também fama de "inimigo dos estrangeiros", mesmo que fossem aliados dos portugueses. As suas quezílias com o Conde de Schomberg, na fase derradeira da Guerra da Restauração, e com outros militares franceses e ingleses, são referidas em várias fontes documentais, menos conhecidas do público do que as qualidades postas em evidência no panegírico elaborado por Júlio de Melo de Castro no século XVIII, que tem servido para caracterizar a personalidade de Dinis de Melo.
Com dezasseis anos partiu numa das expedições, comandada pelo Conde de Vimioso, que D. João IV mandou para reforçar a fronteira alentejana. Combateu em muitos recontros, escaramuças e batalhas da guerra da Restauração, sendo ferido vinte e duas vezes.
Pelejou 111 vezes contra os castelhanos.
Na batalha de Montijo combateu como soldado, participando depois na batalha do forte de São Miguel (onde foi feito prisioneiro pelos espanhóis, mas resgatado a tempo pelos soldados lusos perto de Badajoz), Batalha das Linhas de Elvas (1659, fazendo parte do exército do Conde de Cantanhede), a Batalha de Ameixial (1663) e a Batalha de Montes Claros em 1665. Nestas duas últimas batalhas foi general da cavalaria.
Morreu em Lisboa, a 18 de Janeiro de 1709, sendo sepultado na capela-mor do convento dos Eremitas de São Paulo.

## Dados genealógicos
Filho de Jerónimo de Melo de Castro, membro do Conselho Ultramarino e governador da Castelo de São Filipe em Setúbal e de D. Maria Josefa Côrte-Real.
Casou com D. Ângela Maria da Silveira, filha de D. Leonor da Silveira e de André Mendes Lobo, capitão de cavalos na guerra da Aclamação, pagador geral do exército no Alentejo (vilão muito rico, o qual, por ter-se casado com Dona Leonor da Silveira, em 1625 lhe deram um tiro publicamente).
Filhos:
- Pedro de Melo e Castro (nascido até 1668 e morto em 16 de janeiro de 1738), 2º conde de Galveias;
- André de Melo e Castro (nascido em 1668 e morto depois de 1750), 4º conde de Galveias, vice-rei do Brasil até 1749;
- Maria Josefa de Melo Corte Real, morta em 1723, que casou com D. Luís de Almeida Portugal, o Manteigas, 1.º alcaide mor de Borba,[1] que serviu na guerra sendo capitão de cavalos, irmão do 1° conde de Assumar e Vice-Rei da India D. Pedro de Almeida.